# Frédéric de Saint-Sernin
Frédéric de Laparre de Saint-Sernin, né le 14 février 1958 à Reims (Marne), est un homme politique français, ancien membre de l'UMP. Il est aussi président du Stade rennais football club du 6 décembre 2006 au 7 mai 2010, et du 25 juin 2012 au 21 mai 2014. Il est directeur général délégué de l'ONG ACTED.

## Biographie

### Famille
Fils de Jean de Laparre de Saint-Sernin (1921-1981) et de Claude Hétier, il est le cousin germain de Dominique de Villepin. Il est séparé de son épouse, mère de ses cinq enfants.
De 2012 à 2014, il est le compagnon d'Aurélie Filippetti, ministre de la Culture à la même époque.
Il est de confession catholique.

### Carrière professionnelle
D'abord gérant de Cinédécors en 1981, il entre chez le lessivier Benckiser France en 1983 comme chef de produits puis responsable des relations publiques. Il devient ensuite directeur de l'information à la mairie de Grenoble en 1986, puis entre au Conseil régional d'Île-de-France deux ans plus tard comme directeur adjoint de la communication. Parcours professionnel et politique se mêlent alors, quand il devient chargé de mission auprès d'Alain Juppé et de Jacques Chirac. Il est nommé président du Stade rennais le 4 décembre 2006 pour remplacer Emmanuel Cueff, et occupe en parallèle le poste de directeur des relations publiques du Groupe PPR. Touché par des problèmes de santé, il annonce le 2 mai 2010 sa décision d'abandonner la présidence du Stade rennais FC, tout en continuant à siéger au conseil d'administration du club. Le 25 juin 2012, deux ans après sa prise de retrait, il redevient président du Stade rennais. Le 21 mai 2014, il est annoncé qu'il est remplacé, faute de résultats convaincants, par René Ruello.
Mi-2014, il devient directeur général délégué de l'ONG humanitaire française Acted. Il s'exprime à ce titre lors d'une conférence de presse et sur les plateaux télévisés à propos du massacre de sept humanitaires d'Acted âgés de 25 à 50 ans (et de leurs deux accompagnateurs nigériens) au parc de Kouré au Niger, le 9 août 2020, annonçant la suspension de l'action  de cette ONG dans ce pays.

### Parcours politique
En 1974, et, selon ses propres dires, jusqu'en 1981, il milite dans la mouvance solidariste, notamment au Groupe action jeunesse (GAJ). Son cousin germain, Dominique de Villepin, obtient finalement qu'il cesse d'appartenir à cette mouvance d'extrême droite.
Frédéric de Saint-Sernin fait partie de l'équipe de campagne de Jacques Chirac pour l'élection présidentielle de 1988. En 1990, il est nommé secrétaire général de son parti puis délégué général (1995).
En mars 1993, il est élu député de la Dordogne. Battu lors des élections législatives anticipées de mai-juin 1997, il retrouve son siège le 16 juin 2002, pour la XIIe législature (2002-2007), dans la troisième circonscription de la Dordogne. Il est remplacé par son suppléant, Bernard Mazouaud en 2004, à la suite de sa nomination comme secrétaire d'État chargé de l'Aménagement du territoire dans le gouvernement de Jean-Pierre Raffarin.
En 2005, il n'est pas reconduit dans le gouvernement de Dominique de Villepin, son cousin germain, et est remplacé par Christian Estrosi.
Il est représentant du coprince français en Andorre de 1999 à 2002.
Il est conseiller de Jacques Chirac sur les questions institutionnelles et parlementaires et les études d’opinion et les sondages, fonction qu'il quitte le 4 décembre 2006.

## Détail des mandats et fonctions

### Au niveau national
- 2 avril 1993 – 21 avril 1997 : député de la 3e circonscription de la Dordogne.
- 19 juin 2002 – 14 mai 2004 : député de la 3e circonscription de la Dordogne.
- 14 avril 2004 – 31 mai 2005 : secrétaire d'État à l'Aménagement du territoire, il est délégué auprès du ministre de l'Équipement, des Transports, de l'Aménagement du territoire, du Tourisme et de la Mer du troisième gouvernement de Jean-Pierre Raffarin, en remplacement de Philippe Briand, démissionnaire.

### Au niveau local
- 19 juin 1995 – 18 mars 2001 : 1er adjoint au maire de Nontron, Dordogne.
- 9 juin 1996 – 18 mars 2001 : conseiller général de la Dordogne (élu dans le canton de Mareuil).
- 16 juin 2002 – mars 2010[14] : 1er adjoint au maire de Nontron, Dordogne.

## Distinctions
En avril 2007, il est nommé chevalier de la Légion d'honneur.